# Golden Spin of Zagreb
Golden Spin of Zagreb, più comunemente conosciuta come Golden Spin, è una gara di pattinaggio di figura organizzata ogni anno a Zagabria, in Croazia. Dal 2014 fa parte del circuito ISU Challenger Series. Comprende gare a livello senior e junior nei singoli, sia maschili che femminili, nella coppia e nella danza su ghiaccio. Per la categoria junior la competizione prende il nome Golden Bear of Zagreb.

## Albo d'oro senior
CS: ISU Challenger Series

N.B.: alcuni risultati delle competizioni precedenti al 1996 sono andati perduti.

### Singolo maschile
| Anno    | Oro                                                  | Argento                                              | Bronzo                                               |
| 1973    | Sergej Volkov                                        | Zdeněk Pazdírek                                      | Didier Gailhaguet                                    |
| 1974    |                                                      |                                                      |                                                      |
| 1975    |                                                      |                                                      |                                                      |
| 1976    |                                                      |                                                      |                                                      |
| 1977    | Gert-Walter Gräbner                                  | Gerhard Hubmann                                      | Torsten Ohlow                                        |
| 1978    | Jean-Christoph Simond                                |                                                      |                                                      |
| 1979    |                                                      |                                                      |                                                      |
| 1980    |                                                      |                                                      |                                                      |
| 1981    | James Santee                                         | Ralf Lewandowski                                     | Herve Pornet                                         |
| 1982    | Masaru Ogawa                                         | Joachim Ehmann                                       | Miljan Begović                                       |
| 1983    | Scott Hamilton                                       | Norbert Schramm                                      | Makato Kano                                          |
| 1984    | Scott Williams                                       | Grzegorz Filipowski                                  | Fernand Fedronic                                     |
| 1985    | Heiko Fischer                                        | John Filbig                                          | Nils Köpp                                            |
| 1986    | Viktor Petrenko                                      | Philippe Roncoli                                     | James Cygan                                          |
| 1987    | Scott Kurttila                                       | Cameron Medhurst                                     | Martin Marceau                                       |
| 1988    | Rico Krahnert                                        | András Száraz                                        | Norm Proft                                           |
| 1989    | Sergei Dudakov                                       | Craig Heath                                          | Peter Johansson                                      |
| 1990    | Aren Nielsen                                         | Ralph Burghart                                       | Igor Pashkevich                                      |
| 1991    | annullato a causa della Guerra d'indipendenza croata | annullato a causa della Guerra d'indipendenza croata | annullato a causa della Guerra d'indipendenza croata |
| 1992    |                                                      |                                                      |                                                      |
| 1993    |                                                      |                                                      |                                                      |
| 1994    |                                                      |                                                      |                                                      |
| 1995    |                                                      |                                                      | Jan Čejvan                                           |
| 1996    | Roman Serov                                          | Szabolcs Vidrai                                      | Anthony Liu                                          |
| 1997    | Roman Serov                                          | Trifun Zivanovic                                     | Szabolcs Vidrai                                      |
| 1998    | Yevgeny Martynov                                     | Sergei Rylov                                         | Stefan Lindemann                                     |
| 1999    | Roman Serov                                          | Sergei Rylov                                         | Gabriel Monnier                                      |
| 2000    | Ryan Bradley                                         | Sergei Rylov                                         | Markus Leminen                                       |
| 2001    | Sergei Davydov                                       | Kevin van der Perren                                 | Vakhtang Murvanidze                                  |
| 2002    | Gheorghe Chiper                                      | Alexei Vasilevski                                    | Benjamin Miller                                      |
| 2003    | Ma Xiaodong                                          | Zoltán Tóth                                          | Roman Serov                                          |
| 2004    | Hugh Yik                                             | Martin Liebers                                       | Anton Kovalevski                                     |
| 2005    | Gregor Urbas                                         | Marc Andre Craig                                     | Ilia Klimkin                                         |
| 2006    | Gregor Urbas                                         | Denis Leushin                                        | Martin Liebers                                       |
| 2007    | Gregor Urbas                                         | Adrian Schultheiss                                   | Vladimir Uspenski                                    |
| 2008    | Yasuharu Nanri                                       | Samuel Contesti                                      | Alexander Majorov                                    |
| 2009    | Denis Ten                                            | Artem Borodulin                                      | Adrian Schultheiss                                   |
| 2010    | Denis Leushin                                        | Michal Březina                                       | Anton Kovalevski                                     |
| 2011    | Tatsuki Machida                                      | Denis Ten                                            | Ivan Bariev                                          |
| 2012    | Vladislav Sezganov                                   | Mark Shakhmatov                                      | Justus Strid                                         |
| 2013    | Sergei Voronov                                       | Artur Gachinski                                      | Ivan Righini                                         |
| 2014 CS | Denis Ten                                            | Michal Březina                                       | Konstantin Menshov                                   |
| 2015 CS | Denis Ten                                            | Adam Rippon                                          | Adian Pitkeev                                        |
| 2016 CS | Oleksii Bychenko                                     | Daniel Samohin                                       | Keegan Messing                                       |
| 2017 CS | Moris Qvitelashvili                                  | Oleksii Bychenko                                     | Artur Dmitriev Jr.                                   |
| 2018 CS | Jason Brown                                          | Mikhail Kolyada                                      | Alexander Samarin                                    |
| 2019 CS | Jason Brown                                          | Moris Qvitelashvili                                  | Makar Ignatov                                        |
| 2020 CS | cancellato a causa del COVID-19                      | cancellato a causa del COVID-19                      | cancellato a causa del COVID-19                      |
| 2021 CS | Keegan Messing                                       | Andrei Mozalev                                       | Jimmy Ma                                             |
| 2022 CS | Camden Pulkinen                                      | Matteo Rizzo                                         | Mihhail Selevko                                      |
| 2023 CS | Boyang Jin                                           | Mikhail Shaidorov                                    | Aleksandr Selevko                                    |
| 2023 CS | Mihhail Selevko                                      | Aleksandr Selevko                                    | François Pitot                                       |

### Singolo femminile
| Anno    | Oro                                                   | Argento                                               | Bronzo                                                |
| 1968    | Britt Elfving                                         | Bärbel Fimmen                                         | Maja Winter                                           |
| 1969    |                                                       |                                                       |                                                       |
| 1970    |                                                       |                                                       |                                                       |
| 1971    |                                                       |                                                       |                                                       |
| 1972    |                                                       |                                                       |                                                       |
| 1973    | Anett Pötzsch                                         | Zdenka Fiuraskova                                     | Susanne Altura                                        |
| 1974    |                                                       |                                                       |                                                       |
| 1975    |                                                       |                                                       |                                                       |
| 1976    |                                                       |                                                       | Sanda Dubravčić                                       |
| 1977    | Sanda Dubravčić                                       | Belinda Coulthard                                     |                                                       |
| 1978    | Claudia Kristofics-Binder                             |                                                       | Katarina Witt                                         |
| 1979    |                                                       |                                                       |                                                       |
| 1980    | Sanda Dubravčić                                       |                                                       |                                                       |
| 1981    | Sanda Dubravčić                                       | Priscilla Hill                                        | Janina Wirth                                          |
| 1982    | Sanda Dubravčić                                       | Natalia Ovchinnikova                                  | Katrien Pauwels                                       |
| 1983    | Sanda Dubravčić                                       | Rosalynn Sumners                                      | Karin Telser                                          |
| 1984    | Agnès Gosselin                                        | Kelly Webster                                         | Claudia Villiger                                      |
| 1985    | Constanze Gensel                                      | Manuela Tschupp                                       | Heike Gobbers                                         |
| 1986    | Caryn Kadavy                                          | Anna Kondrašova                                       | Željka Čižmešija                                      |
| 1987    | Jeri Campbell                                         | Charlene Wong                                         | Katrien Pauwels                                       |
| 1988    | Lisa Sargeant                                         | Kelly Szmurlo                                         | Anja Geissler                                         |
| 1989    | Kelly Szmurlo                                         | Dianne Takeuchi                                       | Lily Lyoonjung Lee                                    |
| 1990    | Julia Vorobieva                                       | Anja Geissler                                         | Tisha Walker                                          |
| 1991    | cancellato a causa della Guerra d'indipendenza croata | cancellato a causa della Guerra d'indipendenza croata | cancellato a causa della Guerra d'indipendenza croata |
| 1992    |                                                       | Ivana Jakupčević                                      | Melita Juratek                                        |
| 1993    | Julia Vorobieva                                       |                                                       |                                                       |
| 1994    |                                                       |                                                       |                                                       |
| 1995    |                                                       | Mojca Kopač                                           |                                                       |
| 1996    | Mojca Kopač                                           | Joanne Carter                                         | Sabina Wojtala                                        |
| 1997    | Tatiana Malinina                                      | Brittney McConn                                       | Júlia Sebestyén                                       |
| 1998    | Julia Soldatova                                       | Júlia Sebestyén                                       | Vanessa Gusmeroli                                     |
| 1999    | Viktorija Volčkova                                    | Zuzana Paurova                                        | Tamara Dorofejev                                      |
| 2000    | Julia Soldatova                                       | Kristina Oblasova                                     | Tamara Dorofejev                                      |
| 2001    | Michelle Currie                                       | Amber Corwin                                          | Julia Lautowa                                         |
| 2002    | Alisa Drei                                            | Ye Bin Mok                                            | Júlia Sebestyén                                       |
| 2003    | Zuzana Babiaková                                      | Diána Póth                                            | Idora Hegel                                           |
| 2004    | Idora Hegel                                           | Galina Maniachenko                                    | Diána Póth                                            |
| 2005    | Alisa Drei                                            | Meagan Duhamel                                        | Silvia Fontana                                        |
| 2006    | Nella Simaová                                         | Tamar Katz                                            | Alisa Drei                                            |
| 2007    | Akiko Suzuki                                          | Kiira Korpi                                           | Katarina Gerboldt                                     |
| 2008    | Júlia Sebestyén                                       | Joshi Helgesson                                       | Jenna McCorkell                                       |
| 2009    | Shion Kokubun                                         | Ekaterina Kozireva                                    | Katarina Gerboldt                                     |
| 2010    | Sonia Lafuente                                        | Kako Tomotaki                                         | Patricia Gleščič                                      |
| 2011    | Adelina Sotnikova                                     | Haruna Suzuki                                         | Maria Artemieva                                       |
| 2012    | Carolina Kostner                                      | Kristina Zaseeva                                      | Isadora Williams                                      |
| 2013    | Kim Yuna                                              | Miki Andō                                             | Elizaveta Tuktamysheva                                |
| 2014 CS | Kiira Korpi                                           | Maria Artemieva                                       | Nicole Rajičová                                       |
| 2015 CS | Elizaveta Tuktamysheva                                | Elizabet Tursynbayeva                                 | Karen Chen                                            |
| 2016 CS | Carolina Kostner                                      | Elizaveta Tuktamysheva                                | Alëna Leonova                                         |
| 2017 CS | Stanislava Konstantinova                              | Alisa Fedichkina                                      | Elizaveta Tuktamysheva                                |
| 2018 CS | Bradie Tennell                                        | Anastasija Gubanova                                   | Mariah Bell                                           |
| 2019 CS | Elizaveta Tuktamysheva                                | Viktoriia Safonova                                    | Nicole Schott                                         |
| 2020 CS | cancellato a causa del COVID-19                       | cancellato a causa del COVID-19                       | cancellato a causa del COVID-19                       |
| 2021 CS | Anastasija Gubanova                                   | Amber Glenn                                           | Niina Petrõkina                                       |
| 2022 CS | Lindsay Thorngren                                     | Bradie Tennell                                        | Madeline Schizas                                      |
| 2023 CS | Alysa Liu                                             | Nina Pinzarrone                                       | Bradie Tennell                                        |

### Coppie
| Anno    | Oro                                                   | Argento                                               | Bronzo                                                |
| 1968    | Evelyn Schneider / Wilhelm Bietak                     | Anneliese Seger / Karl-Heinz Zitterbart               | Beatrix von Brück / Reinhard Mirmsecker               |
| 1969    |                                                       |                                                       |                                                       |
| 1970    |                                                       |                                                       |                                                       |
| 1971    |                                                       |                                                       |                                                       |
| 1972    |                                                       |                                                       |                                                       |
| 1973    | Nadezhda Gorshkova / Evgeni Shevalovski               | Florence Cahn / Jean-Roland Racle                     | Ursula Nemec / Michael Nemec                          |
| 1974    |                                                       |                                                       |                                                       |
| 1975    |                                                       |                                                       |                                                       |
| 1976    |                                                       |                                                       |                                                       |
| 1977    | Sabine Baeß / Tassilo Thierbach                       | Ingrid Spieglová / Alan Spiegl                        | Elena Vasyukova / Alexei Pogodin                      |
| 1978    | Sabine Baeß / Tassilo Thierbach                       |                                                       |                                                       |
| 1979    |                                                       |                                                       |                                                       |
| 1980    |                                                       |                                                       |                                                       |
| 1981    | Cornelia Hauffe / Kersten Bellmann                    | Anna Malgina / Sergei Korovin                         | Kathia Dubec / Xavier Dovillard                       |
| 1982    |                                                       |                                                       |                                                       |
| 1983    |                                                       |                                                       |                                                       |
| 1984    |                                                       |                                                       |                                                       |
| 1985    |                                                       |                                                       |                                                       |
| 1986    |                                                       |                                                       |                                                       |
| 1987    |                                                       |                                                       |                                                       |
| 1988    |                                                       |                                                       |                                                       |
| 1989    |                                                       |                                                       |                                                       |
| 1990    |                                                       |                                                       |                                                       |
| 1991    | cancellato a causa della Guerra d'indipendenza croata | cancellato a causa della Guerra d'indipendenza croata | cancellato a causa della Guerra d'indipendenza croata |
| 1992    |                                                       |                                                       |                                                       |
| 1993    |                                                       |                                                       |                                                       |
| 1994    |                                                       |                                                       |                                                       |
| 1995    |                                                       |                                                       |                                                       |
| 1996    | Dorota Zagórska / Mariusz Siudek                      | Inga Rodionova / Aleksandr Anichenko                  |                                                       |
| 1997    | Katie Barnhart / Charles Bernard                      | Naomi Grabow / Benjamin Oberman                       | Natalia Ponomareva / Evgeni Sviridov                  |
| 1998    | Nadia Nicallef / Bruno Marcotte                       | Oľga Beständigová / Jozef Beständig                   | Marie-France Lachappelle / Sacha Blachet              |
| 1999    | Catherine Huc / Vivien Rolland                        | Oľga Beständigová / Jozef Beständig                   | Viktoria Maksiuta / Vitali Dubina                     |
| 2000    | Stephanie Kalesavich / Aaron Parchem                  | Molly Quigley / Bert Cording                          | Marie-Pierre Leray / Nicolas Osseland                 |
| 2001    | Sarah Abitbol / Stéphane Bernadis                     | Mariana Kautz / Norman Jeschke                        | Chantal Poirier / Ian Moram                           |
| 2002    | Larisa Spielberg / Craig Joeright                     | Maria Guerassimenko / Vladimir Futas                  | Marina Aganina / Artem Knyazev                        |
| 2003    | Amanda Evora / Mark Ladwig                            | Hjordis Lee / Lenny Faustino                          | Tiffany Vise / Derek Trent                            |
| 2004    | nessun partecipante                                   | nessun partecipante                                   | nessun partecipante                                   |
| 2005    | Meagan Duhamel / Ryan Arnold                          | Arina Ushakova / Sergei Karev                         | Katie Beriau / Joseph Gazzola                         |
| 2006    | nessun partecipante                                   | nessun partecipante                                   | nessun partecipante                                   |
| 2007    | nessun partecipante                                   | nessun partecipante                                   | nessun partecipante                                   |
| 2008    | Stacey Kemp / David King                              | Nicole Della Monica / Yannick Kocon                   | Ekaterina Kostenko / Roman Talan                      |
| 2009    | Lubov Iliushechkina / Nodari Maisuradze               | Anastasia Martiusheva / Alexei Rogonov                | Nina Ivanova / Filip Zalevski                         |
| 2010    | Anastasia Martiusheva / Alexei Rogonov                | Tatiana Danilova / Andrei Novoselov                   | Molly Arron / Daniyel Cohen                           |
| 2011    | Anastasia Martiusheva / Alexei Rogonov                | Katharina Gierok / Florian Just                       | Danielle Montalbano / Evgeni Krasnopolski             |
| 2012    | Angelina Ekaterina / Philipp Tarasov                  | Stina Martini / Severin Kiefer                        | Elizaveta Makarova / Leri Kenchadze                   |
| 2013    | Andrea Davidovich / Evgeni Krasnopolski               | Natalya Zabiyako / Alexandr Zaboev                    | Julia Lavrentieva / Yuri Rudyk                        |
| 2014 CS | Kristina Astakhova / Alexei Rogonov                   | Valentina Marchei / Ondřej Hotárek                    | Tarah Kayne / Daniel O'Shea                           |
| 2015 CS | Evgenija Tarasova / Vladimir Morozov                  | Kristina Astakhova / Alexei Rogonov                   | Tarah Kayne / Daniel O'Shea                           |
| 2016 CS | Nicole Della Monica / Matteo Guarise                  | Kristina Astakhova / Alexei Rogonov                   | Ashley Cain / Timothy Leduc                           |
| 2017 CS | Natalya Zabiyako / Alexander Enbert                   | Kristina Astakhova / Alexei Rogonov                   | Tarah Kayne / Daniel O'Shea                           |
| 2018 CS | Alisa Efimova / Alexander Korovin                     | Alexa Scimeca Knierim / Chris Knierim                 | Deanna Stellato-Dudek / Nathan Bartholomay            |
| 2019 CS | Ashley Cain-Gribble / Timothy LeDuc                   | Tarah Kayne / Danny O'Shea                            | Minerva Fabienne Hase / Nolan Seegert                 |
| 2020 CS | annullato a causa del COVID-19                        | annullato a causa del COVID-19                        | annullato a causa del COVID-19                        |
| 2021 CS | Audrey Lu / Misha Mitrofanov                          | Anastasiia Metelkina / Daniil Parkman                 | Iuliia Artemeva / Mikhail Nazarychev                  |
| 2022 CS | Anastasiia Smirnova / Danylo Siianytsia               | Ellie Kam / Danny O'Shea                              | Lia Pereira / Trennt Michaud                          |
| 2023 CS | Milania Vaananen / Filippo Clerici                    | Valentina Plazas / Maximiliano Fernandez              | Sofiia Holichenko / Artem Darenskyi                   |
| 2023 CS | Ioulia Chtchetinina / Michal Wozniak                  | Emily Chan / Spencer Akira Howe                       | Audrey Shin / Balasz Nagy                             |

### Danza su ghiaccio
| Anno    | Oro                                                   | Argento                                               | Bronzo                                                |
| 1981    |                                                       | Marina Klimova / Sergei Ponomarenko                   |                                                       |
| 1982    | Natalia Annenko / Genrikh Sretenski                   | Susan Wynne / Joseph Druar                            | Judit Péterfy / Csaba Bálint                          |
| 1983    | Petra Born / Rainer Schönborn                         | Tatiana Gladkova / Igor Shpilband                     |                                                       |
| 1984    | Petra Born / Rainer Schönborn                         | Isabella Micheli / Roberto Pelizzola                  | Kandi Amelon / Alec Binnie                            |
| 1985    | Antonia Becherer / Ferdinand Becherer                 | Pronkina / Igor Shpilband                             | April Sargent / John D'Amelio                         |
| 1986    | Susan Wynne / Joseph Druar                            | Andrea Juklová / Martin Šimeček                       | Kim Weeks / Curtis Moore                              |
| 1987    | Stefania Calegari / Pasquale Camerlengo               | Jodi Balogh / Jerod Swallow                           | Nathalie Lessard / Darcy Pleckham                     |
| 1988    | Melanie Cole / Michael Farrington                     | Dorothy Rodek / Robert Nardozza                       | Christelle Gautier / Alberick Dalongeville            |
| 1989    | Elizaveta Stekolnikova / Oleg Ovsyannikov             | Pascale Vrot / David Quinsac                          | Lisa Grove / Scott Myers                              |
| 1990    | Elisa Curtis / Robert Nardozza                        | Karewskaja / Kurockin                                 | Syoko Higashino / Tatsuro Matsumura                   |
| 1991    | cancellato a causa della Guerra d'indipendenza croata | cancellato a causa della Guerra d'indipendenza croata | cancellato a causa della Guerra d'indipendenza croata |
| 1992    |                                                       |                                                       |                                                       |
| 1993    | Olga Pershankova / Nikolai Morozov                    |                                                       | Enikő Berkes / Szilard Toth                           |
| 1994    |                                                       |                                                       |                                                       |
| 1995    |                                                       |                                                       |                                                       |
| 1996    | Iwona Filipowicz / Michał Szumski                     | Marie-France Dubreuil / Patrice Lauzon                | Anastasia Grebenkina / Vazgen Azroyan                 |
| 1997    | Ksenia Smetanenko / Samuel Gezalian                   | Anastasia Grebenkina / Vazgen Azroyan                 | Zuzana Merzová / Tomáš Morbacher                      |
| 1998    | Oksana Potdykova / Denis Petukhov                     | Nina Ulanova / Mikhail Stifunin                       | Nadine Lesaout / Emmanuel Huet                        |
| 1999    | Galit Chait / Sergei Sakhnovski                       | Albena Denkova / Maxim Staviski                       | Natalia Gudina / Alexei Beletski                      |
| 2000    | Zita Gebora / András Visontai                         | Kristin Fraser / Igor Lukanin                         | Kateřina Kovalová / David Szurman                     |
| 2001    | Sylwia Nowak / Sebastian Kolasiński                   | Eliane Hugentobler / Daniel Hugentobler               | Marika Humphreys / Vitali Baranov                     |
| 2002    | Julia Golovina / Oleg Voyko                           | Kendra Goodwin / Chris Obzansky                       | Eve Bentley / Cedric Pernet                           |
| 2003    | Nóra Hoffmann / Attila Elek                           | Pamela O'Connor / Jonathon O'Dougherty                | Jana Khokhlova / Sergei Novitski                      |
| 2004    | Diana Janošťáková / Jiří Procházka                    | Alexandra Kauc / Michał Zych                          | Ivana Dlhopolčeková / Hynek Bílek                     |
| 2005    | Alla Beknazarova / Vladimir Zuev                      | Caitlin Mallory / Brent Holdburg                      | Kamila Hájková / David Vincour                        |
| 2006    | Kristin Fraser / Igor Lukanin                         | Alla Beknazarova / Vladimir Zuev                      | Katherine Copely / Deividas Stagniūnas                |
| 2007    | Alla Beknazarova / Vladimir Zuev                      | Natalia Mikhailova / Andrei Maximishin                | Katherine Copely / Deividas Stagniūnas                |
| 2008    | Alla Beknazarova / Vladimir Zuev                      | Kristina Gorshkova / Vitali Butikov                   | Nadezhda Frolenkova / Mikhail Kasalo                  |
| 2009    | Alexandra Zaretsky / Roman Zaretsky                   | Ekaterina Riazanova / Ilia Tkachenko                  | Penny Coomes / Nicholas Buckland                      |
| 2010    | Lucie Myslivečková / Matěj Novák                      | Kristina Gorshkova / Vitali Butikov                   | Charlene Guignard / Marco Fabbri                      |
| 2011    | Nelli Zhiganshina / Alexander Gazsi                   | Penny Coomes / Nicholas Buckland                      | Charlene Guignard / Marco Fabbri                      |
| 2012    | Ekaterina Riazanova / Ilia Tkachenko                  | Julia Zlobina / Alexei Sitnikov                       | Siobhan Heekin-Canedy / Dmitri Dun                    |
| 2013    | Julia Zlobina / Alexei Sitnikov                       | Pernelle Carron / Lloyd Jones                         | Alisa Agafonova / Alper Ucar                          |
| 2014 CS | Madison Hubbell / Zachary Donohue                     | Charlene Guignard / Marco Fabbri                      | Sara Hurtado / Adrià Díaz                             |
| 2015 CS | Charlène Guignard / Marco Fabbri                      | Kaitlin Hawayek / Jean-Luc Baker                      | Tina Garabedian / Simon Proulx-Sénécal                |
| 2016 CS | Charlène Guignard / Marco Fabbri                      | Kaitlin Hawayek / Jean-Luc Baker                      | Alisa Agafonova / Alper Ucar                          |
| 2017 CS | Ekaterina Bobrova / Dmitri Soloviev                   | Charlène Guignard / Marco Fabbri                      | Kaitlin Hawayek / Jean-Luc Baker                      |
| 2018 CS | Piper Gilles / Paul Poirier                           | Natalia Kaliszek / Maksym Spodyriev                   | Betina Popova / Sergey Mozgov                         |
| 2019 CS | Charlène Guignard / Marco Fabbri                      | Annabelle Morozov / Andrei Bagin                      | Caroline Green / Michael Parsons                      |
| 2020 CS | cancellato a causa del COVID-19                       | cancellato a causa del COVID-19                       | cancellato a causa del COVID-19                       |
| 2021 CS | Kaitlin Hawayek / Jean-Luc Baker                      | Allison Reed / Saulius Ambrulevičius                  | Iuliia Artemeva / Mikhail Nazarychev                  |
| 2022 CS | Christina Carreira / Anthony Ponomarenko              | Allison Reed / Saulius Ambrulevičius                  | Emilea Zingas / Vadym Kolesnik                        |
| 2023 CS | Allison Reed / Saulius Ambrulevicius                  | Emilea Zingas / Vadym Kolesnik                        | Isabella Flores / Ivan Desyatov                       |
| 2023 CS | Phebe Bekker / James Hernandez                        | Diana Dėvis / Gleb Smolkin                            | Jennifer Janse van Rensburg / Benjamin Steffan        |

## Albo d'oro junior

### Singolo maschile
| Anno | Oro                 | Argento                 | Bronzo        |
| 2017 | Mark Gorodnitsky    | Nikolaj Majorov         | Chadwick Wang |
| 2018 | Gabriele Frangipani | Chen Yudong             | Rakhat Bralin |
| 2019 | Lucas Altieri       | Charles Henry Katanovic | Arlet Levandi |

### Singolo femminile
| Anno | Oro                 | Argento         | Bronzo              |
| 2017 | Anastasia Gulyakova | Alina Solovyeva | Ann-Christin Marold |
| 2018 | Alina Soupian       | Nelli Ioffe     | Alana Toktarova     |
| 2019 | Ksenia Tsibinova    | Starr Andrews   | Nargiz Suleymanova  |

### Coppie
| Anno | Oro                                    | Argento                                 | Bronzo                             |
| 2017 | Anastasija Mišina / Aleksandr Galiamov | Elizaveta Zhuk / Egor Britkov           | Edita Hornakova / Radek Jukubka    |
| 2018 | Daria Danilova / Michel Tsiba          | Heidrun Pipal / Erik Pipal              | Chelsea Liu / Ian Meyh             |
| 2019 | Alina Butaeva / Luka Berulava          | Anastasiia Smirnova / Danylo Siianytsia | Winter Deardorff / Mikhail Johnson |

### Danza su ghiaccio
| Anno | Oro                             | Argento                            | Bronzo                                       |
| 2017 | Eva Kuts / Dimitri Mikhailov    | Maria Kazakova / Georgy Reviya     | Ekaterina Andreeva / Ivan Desyatov           |
| 2018 | Caroline Green / Gordon Green   | Ekaterina Andreeva / Ivan Desyatov | Franceska Righi / Aleksei Dubrovin           |
| 2019 | Arina Ushakova / Maxim Nekrasov | Katarina Wolfkostin / Jeffrey Chen | Carolina Portesi Peroni / Michael Chrastecky |